# Divizia A1 2021-2022 (pallavolo maschile)
La Divizia A1 2021-2022, 73ª edizione della massima serie del campionato rumeno di pallavolo maschile, si è svolta dal 9 ottobre 2021 al 22 aprile 2022: al torneo hanno partecipato dodici squadre di club rumene e la vittoria finale è andata per la quarta volta consecutiva all'Arcada Galați.

## Regolamento

### Formula
La formula ha previsto:
- Regular season, disputata con un girone all'italiana, con gare di andata e ritorno, per un totale di ventidue giornate: le prime quattro classificate hanno acceduto al girone per il primo posto (conservando i risultati della regular season), le classificate dal quinto all'ottavo posto hanno acceduto al girone per il quinto posto (conservando i risultati della regular season) e le ultime quattro hanno acceduto al girone per il nono posto (conservando i risultati della regular season).
- Girone per il primo posto, disputato con un girone all'italiana, con gare di andata e ritorno, per un totale di sei giornate: la prima classificata si è laureata campione di Romania.
- Girone per il quinto posto, disputato con un girone all'italiana, con gare di andata e ritorno, per un totale di sei giornate.
- Girone per il nono posto, disputato con un girone all'italiana, con gare di andata e ritorno, per un totale di sei giornate: le ultime due squadre classificate sono retrocessa in Divizia A2[2]

### Criteri di classifica
Se il risultato finale è stato di 3-0 o 3-1 sono stati assegnati 3 punti alla squadra vincente e 0 a quella sconfitta, se il risultato finale è stato di 3-2 sono stati assegnati 2 punti alla squadra vincente e 1 a quella sconfitta.
L'ordine del posizionamento in classifica è stato definito in base a:
- Punti;
- Numero di partite vinte;
- Ratio dei set vinti/persi;
- Ratio dei punti realizzati/subiti[2]

## Squadre partecipanti
| Club                    | Stagione | Città       | Impianto                         | Stagione precedente           |
| ----------------------- | -------- | ----------- | -------------------------------- | ----------------------------- |
| Arcada Galați           | dettagli | Galați      | Sala Sporturilor Dunărea         | Campione di Romania           |
| Baia Mare               | dettagli | Baia Mare   | Sala Polivalentă Lascăr Pană     | 7ª in Divizia A1              |
| Dinamo Bucarest         | dettagli | Bucarest    | Sala Polivalentă Dinamo          | 5ª in Divizia A1              |
| Olimpia Bucarest        | dettagli | Bucarest    | Sala Sporturilor Olimpia         | 3ª in Divizia A2 (girone Est) |
| Rapid Bucarest          | dettagli | Bucarest    | Sala Polivalentă Rapid           | 1ª in Divizia A2 (girone Est) |
| SCM Zalău               | dettagli | Zalău       | Sala Sporturilor Gheorghe Tadici | 2ª in Divizia A1              |
| Steaua Bucarest         | dettagli | Bucarest    | Sala Mihai Viteazul              | 4ª in Divizia A1              |
| Știința Bucarest        | dettagli | Bucarest    | Arena Romsilva Știința București | 9ª in Divizia A1              |
| Unirea Dej              | dettagli | Dej         | Sala Polivalenta Petru Stăvariu  | 6ª in Divizia A1              |
| Universitatea Cluj      | dettagli | Cluj-Napoca | Sala Sporturilor Horia Demian    | 8ª in Divizia A1              |
| Universitatea Craiova   | dettagli | Craiova     | Sala Polivalentă                 | 3ª in Divizia A1              |
| Universitatea Timișoara | dettagli | Timișoara   | Sala de Sport UVT Oituz          | 10ª in Divizia A1             |

## Torneo

### Regular season

#### Risultati
| Prima giornata |                                          |     |                                  |
|                |                                          |     |                                  |
| 09-10          | Știința Bucarest - Universitatea Craiova | 0-3 | 20-25, 22-25, 17-25              |
| 09-10          | Universitatea Cluj - Unirea Dej          | 0-3 | 15-25, 16-25, 19-25              |
| 09-10          | Arcada Galați - Olimpia Bucarest         | 3-0 | 25-19, 25-18, 25-20              |
| 09-10          | Universitatea Timișoara - SCM Zalău      | 0-3 | 16-25, 21-25, 24-26              |
| 11-10          | Rapid Bucarest - Steaua Bucarest         | 0-3 | 17-25, 19-25, 19-25              |
| 09-10          | Baia Mare - Dinamo Bucarest              | 2-3 | 25-22, 25-21, 18-25, 30-32, 9-15 |

| Seconda giornata |                                         |     |                            |
|                  |                                         |     |                            |
| 15-10            | Universitatea Craiova - Dinamo Bucarest | 0-3 | 26-28, 13-25, 22-25        |
| 16-10            | Steaua Bucarest - Baia Mare             | 3-0 | 25-19, 25-23, 25-21        |
| 16-10            | SCM Zalău - Rapid Bucarest              | 3-0 | 25-16, 25-20, 25-17        |
| 16-10            | Arcada Galați - Universitatea Timișoara | 3-0 | 25-13, 25-12, 25-19        |
| 15-10            | Unirea Dej - Olimpia Bucarest           | 1-3 | 17-25, 25-17, 15-25, 22-25 |
| 16-10            | Știința Bucarest - Universitatea Cluj   | 3-0 | 25-13, 25-19, 25-21        |

| Terza giornata |                                            |     |                                   |
|                |                                            |     |                                   |
| 23-10          | Universitatea Cluj - Universitatea Craiova | 0-3 | 14-25, 17-25, 16-25               |
| 23-10          | Olimpia Bucarest - Știința Bucarest        | 3-0 | 25-19, 36-34, 25-19               |
| 23-10          | Universitatea Timișoara - Unirea Dej       | 1-3 | 17-25, 24-26, 25-22, 20-25        |
| 23-10          | Rapid Bucarest - Arcada Galați             | 0-3 | 15-25, 19-25, 15-25               |
| 23-10          | Baia Mare - SCM Zalău                      | 2-3 | 26-28, 25-20, 25-16, 22-25, 13-15 |
| 22-10          | Dinamo Bucarest - Steaua Bucarest          | 3-0 | 25-20, 25-17, 25-19               |

| Quarta giornata |                                            |     |                                   |
|                 |                                            |     |                                   |
| 31-10           | Universitatea Craiova - Steaua Bucarest    | 2-3 | 16-25, 22-25, 25-22, 29-27, 13-15 |
| 29-10           | SCM Zalău - Dinamo Bucarest                | 1-3 | 23-25, 17-25, 25-21, 12-25        |
| 30-10           | Arcada Galați - Baia Mare                  | 3-0 | 25-15, 25-17, 25-23               |
| 30-10           | Unirea Dej - Rapid Bucarest                | 3-0 | 25-20, 25-18, 25-21               |
| 30-10           | Știința Bucarest - Universitatea Timișoara | 3-0 | 25-23, 25-18, 25-15               |
| 30-10           | Universitatea Cluj - Olimpia Bucarest      | 1-3 | 25-20, 20-25, 22-25, 22-25        |

| Quinta giornata |                                              |     |                                   |
|                 |                                              |     |                                   |
| 06-11           | Olimpia Bucarest - Universitatea Craiova     | 1-3 | 22-25, 17-25, 25-22, 21-25        |
| 06-11           | Universitatea Timișoara - Universitatea Cluj | 1-3 | 23-25, 25-20, 20-25, 20-25        |
| 07-11           | Rapid Bucarest - Știința Bucarest            | 2-3 | 25-20, 20-25, 25-12, 19-25, 13-15 |
| 06-11           | Baia Mare - Unirea Dej                       | 3-1 | 28-26, 20-25, 31-29, 25-21        |
| 05-11           | Dinamo Bucarest - Arcada Galați              | 1-3 | 21-25, 25-20, 15-25, 10-25        |
| 06-11           | Steaua Bucarest - SCM Zalău                  | 3-0 | 25-21, 25-23, 25-17               |

| Sesta giornata |                                            |     |                                   |
|                |                                            |     |                                   |
| 13-11          | Universitatea Craiova - SCM Zalău          | 3-1 | 25-20, 28-30, 25-23, 25-20        |
| 13-11          | Arcada Galați - Steaua Bucarest            | 2-3 | 21-25, 25-27, 25-19, 25-21, 15-17 |
| 13-11          | Unirea Dej - Dinamo Bucarest               | 0-3 | 12-25, 20-25, 22-25               |
| 15-11          | Știința Bucarest - Baia Mare               | 3-2 | 23-25, 25-23, 21-25, 25-22, 15-9  |
| 13-11          | Universitatea Cluj - Rapid Bucarest        | 1-3 | 26-24, 17-25, 22-25, 15-25        |
| 13-11          | Olimpia Bucarest - Universitatea Timișoara | 3-0 | 25-19, 25-19, 25-19               |

| Settima giornata |                                                 |     |                            |
|                  |                                                 |     |                            |
| 19-11            | Universitatea Timișoara - Universitatea Craiova | 0-3 | 21-25, 20-25, 19-25        |
| 20-11            | Rapid Bucarest - Olimpia Bucarest               | 0-3 | 17-25, 19-25, 18-25        |
| 20-11            | Baia Mare - Universitatea Cluj                  | 3-0 | 25-22, 25-22, 25-16        |
| 20-11            | Dinamo Bucarest - Știința Bucarest              | 3-0 | 25-22, 25-19, 25-20        |
| 22-11            | Steaua Bucarest - Unirea Dej                    | 3-0 | 25-21, 25-14, 25-19        |
| 20-11            | SCM Zalău - Arcada Galați                       | 1-3 | 17-25, 17-25, 26-24, 13-25 |

| Ottava giornata |                                          |     |                                   |
|                 |                                          |     |                                   |
| 27-11           | Universitatea Craiova - Arcada Galați    | 2-3 | 26-24, 20-25, 25-22, 21-25, 10-15 |
| 27-11           | Unirea Dej - SCM Zalău                   | 2-3 | 24-26, 12-25, 25-23, 25-23, 12-15 |
| 27-11           | Știința Bucarest - Steaua Bucarest       | 0-3 | 25-27, 23-25, 20-25               |
| 27-11           | Universitatea Cluj - Dinamo Bucarest     | 0-3 | 20-25, 13-25, 20-25               |
| 27-11           | Olimpia Bucarest - Baia Mare             | 3-1 | 21-25, 25-14, 25-22, 25-17        |
| 27-11           | Universitatea Timișoara - Rapid Bucarest | 0-3 | 18-25, 19-25, 10-25               |

| Nona giornata |                                        |     |                            |
|               |                                        |     |                            |
| 03-12         | Rapid Bucarest - Universitatea Craiova | 0-3 | 16-25, 18-25, 16-25        |
| 04-12         | Baia Mare - Universitatea Timișoara    | 3-0 | 25-18, 25-21, 25-13        |
| 04-12         | Dinamo Bucarest - Olimpia Bucarest     | 3-1 | 25-19, 25-19, 30-32, 25-16 |
| 05-12         | Steaua Bucarest - Universitatea Cluj   | 3-0 | 25-16, 26-24, 25-21        |
| 06-12         | SCM Zalău - Știința Bucarest           | 3-0 | 25-15, 25-18, 25-19        |
| 04-12         | Arcada Galați - Unirea Dej             | 3-0 | 25-16, 25-16, 25-22        |

| Decima giornata |                                           |     |                            |
|                 |                                           |     |                            |
| 11-12           | Universitatea Craiova - Unirea Dej        | 3-0 | 25-22, 25-15, 25-21        |
| 11-12           | Știința Bucarest - Arcada Galați          | 0-3 | 16-25, 19-25, 16-25        |
| 11-12           | SCM Zalău - Universitatea Cluj            | 3-1 | 25-18, 25-12, 20-25, 25-19 |
| 11-12           | Olimpia Bucarest - Steaua Bucarest        | 0-3 | 16-25, 14-25, 20-25        |
| 10-12           | Universitatea Timișoara - Dinamo Bucarest | 0-3 | 13-25, 20-25, 13-25        |
| 10-12           | Rapid Bucarest - Baia Mare                | 1-3 | 25-21, 19-25, 21-25, 20-25 |

| Undicesima giornata |                                           |     |                                   |
|                     |                                           |     |                                   |
| 15-12               | Baia Mare - Universitatea Craiova         | 1-3 | 12-25, 21-25, 25-23, 20-25        |
| 15-12               | Dinamo Bucarest - Rapid Bucarest          | 3-0 | 25-16, 25-16, 25-17               |
| 15-12               | Steaua Bucarest - Universitatea Timișoara | 3-0 | 25-11, 25-15, 25-13               |
| 15-12               | SCM Zalău - Olimpia Bucarest              | 3-0 | 25-14, 25-15, 25-19               |
| 15-12               | Arcada Galați - Universitatea Cluj        | 3-0 | 25-14, 25-11, 25-15               |
| 15-12               | Unirea Dej - Știința Bucarest             | 3-2 | 25-23, 25-22, 19-25, 15-25, 15-10 |

| Dodicesima giornata |                                          |     |                                   |
|                     |                                          |     |                                   |
| 15-01               | Universitatea Craiova - Știința Bucarest | 3-0 | 25-19, 25-15, 25-22               |
| 17-01               | Unirea Dej - Universitatea Cluj          | 2-3 | 25-23, 18-25, 21-25, 25-14, 12-15 |
| 13-01               | Olimpia Bucarest - Arcada Galați         | 0-3 | 20-25, 23-25, 21-25               |
| 15-01               | SCM Zalău - Universitatea Timișoara      | 3-0 | 25-15, 25-16, 25-18               |
| 15-01               | Steaua Bucarest - Rapid Bucarest         | 3-1 | 25-19, 25-17, 16-25, 25-18        |
| 15-01               | Dinamo Bucarest - Baia Mare              | 3-0 | 25-16, 25-18, 25-23               |

| Tredicesima giornata |                                         |     |                                   |
|                      |                                         |     |                                   |
| 21-01                | Dinamo Bucarest - Universitatea Craiova | 2-3 | 25-18, 19-25, 16-25, 25-20, 14-16 |
| 22-01                | Baia Mare - Steaua Bucarest             | 3-2 | 25-22, 27-25, 22-25, 23-25, 18-16 |
| 22-01                | Rapid Bucarest - SCM Zalău              | 1-3 | 22-25, 25-20, 20-25, 25-27        |
| 22-01                | Universitatea Timișoara - Arcada Galați | 0-3 | 17-25, 15-25, 17-25               |
| 22-01                | Olimpia Bucarest - Unirea Dej           | 3-0 | 25-16, 25-12, 25-13               |
| 22-01                | Universitatea Cluj - Știința Bucarest   | 1-3 | 18-25, 28-30, 25-23, 21-25        |

| Quattordicesima giornata |                                            |     |                     |
|                          |                                            |     |                     |
| 26-01                    | Universitatea Craiova - Universitatea Cluj | 3-0 | 25-19, 25-15, 25-18 |
| 26-01                    | Știința Bucarest - Olimpia Bucarest        | 0-3 | 15-25, 16-25, 23-25 |
| 26-01                    | Unirea Dej - Universitatea Timișoara       | 3-0 | 25-12, 25-13, 25-22 |
| 26-01                    | Arcada Galați - Rapid Bucarest             | 3-0 | 25-12, 25-17, 25-14 |
| 26-01                    | SCM Zalău - Baia Mare                      | 3-0 | 25-15, 25-21, 25-19 |
| 26-01                    | Steaua Bucarest - Dinamo Bucarest          | 3-0 | 25-10, 25-19, 25-13 |

| Quindicesima giornata |                                            |     |                                   |
|                       |                                            |     |                                   |
| 29-01                 | Steaua Bucarest - Universitatea Craiova    | 3-2 | 19-25, 15-25, 25-21, 25-18, 15-12 |
| 07-03                 | Dinamo Bucarest - SCM Zalău                | 3-0 | 26-24, 25-14, 25-15               |
| 29-01                 | Baia Mare - Arcada Galați                  | 0-3 | 22-25, 18-25, 24-26               |
| 29-01                 | Rapid Bucarest - Unirea Dej                | 1-3 | 20-25, 25-18, 16-25, 20-25        |
| 29-01                 | Universitatea Timișoara - Știința Bucarest | 2-3 | 25-16, 16-25, 23-25, 26-24, 14-16 |
| 29-01                 | Olimpia Bucarest - Universitatea Cluj      | 3-0 | 25-16, 25-19, 25-21               |

| Sedicesima giornata |                                              |     |                                   |
|                     |                                              |     |                                   |
| 05-02               | Universitatea Craiova - Olimpia Bucarest     | 3-0 | 25-22, 25-20, 25-22               |
| 05-02               | Universitatea Cluj - Universitatea Timișoara | 3-2 | 25-19, 20-25, 17-25, 25-18, 15-13 |
| 05-02               | Știința Bucarest - Rapid Bucarest            | 2-3 | 18-25, 25-23, 23-25, 25-11, 10-15 |
| 05-02               | Unirea Dej - Baia Mare                       | 3-2 | 25-22, 21-25, 25-19, 19-25, 15-11 |
| 18-03               | Arcada Galați - Dinamo Bucarest              | 3-0 | 25-19, 25-21, 25-23               |
| 07-02               | SCM Zalău - Steaua Bucarest                  | 0-3 | 24-26, 18-25, 21-25               |

| Diciassettesima giornata |                                            |     |                                   |
|                          |                                            |     |                                   |
| 12-02                    | SCM Zalău - Universitatea Craiova          | 1-3 | 22-25, 21-25, 25-21, 17-25        |
| 12-02                    | Steaua Bucarest - Arcada Galați            | 2-3 | 25-17, 23-25, 25-17, 19-25, 10-15 |
| 12-02                    | Dinamo Bucarest - Unirea Dej               | 3-0 | 25-13, 25-22, 25-23               |
| 12-02                    | Baia Mare - Știința Bucarest               | 3-1 | 25-18, 25-15, 22-25, 25-23        |
| 11-02                    | Rapid Bucarest - Universitatea Cluj        | 3-0 | 25-20, 25-18, 25-23               |
| 12-02                    | Universitatea Timișoara - Olimpia Bucarest | 0-3 | 20-25, 17-25, 20-25               |

| Diciottesima giornata |                                                 |     |                                   |
|                       |                                                 |     |                                   |
| 23-02                 | Universitatea Craiova - Universitatea Timișoara | 3-0 | 25-13, 25-19, 25-20               |
| 16-02                 | Olimpia Bucarest - Rapid Bucarest               | 3-0 | 25-10, 25-15, 25-23               |
| 16-02                 | Universitatea Cluj - Baia Mare                  | 2-3 | 25-23, 27-25, 13-25, 29-31, 12-15 |
| 16-02                 | Știința Bucarest - Dinamo Bucarest              | 2-3 | 25-20, 13-25, 18-25, 25-21, 13-15 |
| 16-02                 | Unirea Dej - Steaua Bucarest                    | 0-3 | 13-25, 17-25, 21-25               |
| 16-02                 | Arcada Galați - SCM Zalău                       | 3-0 | 25-10, 25-14, 25-15               |

| Diciannovesima giornata |                                          |     |                                   |
|                         |                                          |     |                                   |
| 19-02                   | Arcada Galați - Universitatea Craiova    | 3-1 | 25-20, 25-17, 28-30, 25-23        |
| 19-02                   | SCM Zalău - Unirea Dej                   | 3-0 | 25-14, 25-19, 25-21               |
| 19-02                   | Steaua Bucarest - Știința Bucarest       | 3-0 | 25-17, 25-22, 25-16               |
| 19-02                   | Dinamo Bucarest - Universitatea Cluj     | 3-0 | 25-14, 25-11, 25-12               |
| 19-02                   | Baia Mare - Olimpia Bucarest             | 2-3 | 25-20, 22-25, 25-21, 27-29, 14-16 |
| 18-02                   | Rapid Bucarest - Universitatea Timișoara | 3-0 | 25-14, 25-23, 25-22               |

| Ventesima giornata |                                        |     |                            |
|                    |                                        |     |                            |
| 26-02              | Universitatea Craiova - Rapid Bucarest | 3-0 | 25-20, 25-16, 26-24        |
| 26-02              | Universitatea Timișoara - Baia Mare    | 0-3 | 18-25, 15-25, 19-25        |
| 26-02              | Olimpia Bucarest - Dinamo Bucarest     | 1-3 | 23-25, 25-22, 23-25, 20-25 |
| 26-02              | Universitatea Cluj - Steaua Bucarest   | 0-3 | 8-25, 12-25, 15-25         |
| 26-02              | Știința Bucarest - SCM Zalău           | 3-1 | 32-30, 23-25, 25-22, 28-26 |
| 27-02              | Unirea Dej - Arcada Galați             | 0-3 | 12-25, 26-28, 15-25        |

| Ventunesima giornata |                                           |     |                                   |
|                      |                                           |     |                                   |
| 02-03                | Unirea Dej - Universitatea Craiova        | 1-3 | 25-23, 15-25, 13-25, 11-25        |
| 03-03                | Arcada Galați - Știința Bucarest          | 3-0 | 25-17, 25-16, 25-18               |
| 02-03                | Universitatea Cluj - SCM Zalău            | 0-3 | 9-25, 22-25, 13-25                |
| 02-03                | Steaua Bucarest - Olimpia Bucarest        | 3-2 | 22-25, 25-22, 23-25, 25-21, 15-12 |
| 02-03                | Dinamo Bucarest - Universitatea Timișoara | 3-0 | 25-18, 25-14, 25-17               |
| 02-03                | Baia Mare - Rapid Bucarest                | 3-0 | 25-19, 25-14, 25-20               |

| Ventiduesima giornata |                                           |     |                     |
|                       |                                           |     |                     |
| 05-03                 | Universitatea Craiova - Baia Mare         | 3-0 | 25-21, 25-21, 27-25 |
| 05-03                 | Rapid Bucarest - Dinamo Bucarest          | 0-3 | 16-25, 16-25, 24-26 |
| 05-03                 | Universitatea Timișoara - Steaua Bucarest | 0-3 | 17-25, 14-25, 15-25 |
| 05-03                 | Olimpia Bucarest - SCM Zalău              | 3-0 | 27-25, 25-20, 25-16 |
| 25-02                 | Universitatea Cluj - Arcada Galați        | 0-3 | 17-25, 17-25, 20-25 |
| 07-03                 | Știința Bucarest - Unirea Dej             | 3-0 | 25-15, 25-16, 29-27 |

#### Classifica
| Pos. | Squadra                 | Pt | G  | V  | P  | SV | SP | Ratio | PF    | PS    | Ratio |
| ---- | ----------------------- | -- | -- | -- | -- | -- | -- | ----- | ----- | ----- | ----- |
| 1.   | Arcada Galați           | 62 | 22 | 21 | 1  | 65 | 10 | 6,500 | 1 822 | 1 377 | 1,323 |
| 2.   | Steaua Bucarest         | 55 | 22 | 19 | 3  | 61 | 18 | 3,389 | 1 848 | 1 533 | 1,205 |
| 3.   | Dinamo Bucarest         | 53 | 22 | 18 | 4  | 57 | 19 | 3,000 | 1 774 | 1 494 | 1,187 |
| 4.   | Universitatea Craiova   | 53 | 22 | 17 | 5  | 58 | 22 | 2,636 | 1 883 | 1 634 | 1,152 |
| 5.   | Olimpia Bucarest        | 39 | 22 | 13 | 9  | 44 | 32 | 1,375 | 1 732 | 1 643 | 1,054 |
| 6.   | SCM Zalău               | 34 | 22 | 12 | 10 | 41 | 36 | 1,139 | 1 717 | 1 672 | 1,027 |
| 7.   | Baia Mare               | 30 | 22 | 9  | 13 | 39 | 46 | 0,848 | 1 885 | 1 894 | 0,995 |
| 8.   | Știința Bucarest        | 24 | 22 | 8  | 14 | 31 | 50 | 0,620 | 1 712 | 1 836 | 0,932 |
| 9.   | Unirea Dej              | 21 | 22 | 7  | 15 | 28 | 51 | 0,549 | 1 598 | 1 795 | 0,890 |
| 10.  | Rapid Bucarest          | 15 | 22 | 5  | 17 | 21 | 54 | 0,389 | 1 491 | 1 724 | 0,865 |
| 11.  | Universitatea Cluj      | 8  | 22 | 3  | 19 | 15 | 62 | 0,242 | 1 443 | 1 851 | 0,780 |
| 12.  | Universitatea Timișoara | 2  | 22 | 0  | 22 | 6  | 66 | 0,091 | 1 300 | 1 752 | 0,742 |

      Qualificata al girone primo posto.
      Qualificata al girone quinto posto.
      Qualificata al girone nono posto.

### Girone 1º posto

#### Risultati
| Prima giornata |                                       |     |                            |
|                |                                       |     |                            |
| 22-03          | Arcada Galați - Universitatea Craiova | 3-1 | 25-15, 25-27, 33-31, 25-14 |
| 22-03          | Steaua Bucarest - Dinamo Bucarest     | 1-3 | 21-25, 27-25, 24-26, 22-25 |

| Seconda giornata |                                         |     |                                   |
|                  |                                         |     |                                   |
| 27-03            | Universitatea Craiova - Dinamo Bucarest | 3-2 | 23-25, 26-28, 25-15, 25-22, 15-10 |
| 28-03            | Arcada Galați - Steaua Bucarest         | 3-1 | 26-24, 25-17, 21-25, 25-19        |

| Terza giornata |                                         |     |                                   |
|                |                                         |     |                                   |
| 02-04          | Steaua Bucarest - Universitatea Craiova | 2-3 | 23-25, 25-27, 25-20, 25-20, 12-15 |
| 01-04          | Dinamo Bucarest - Arcada Galați         | 3-2 | 25-19, 22-25, 20-25, 25-20, 15-10 |

| Quarta giornata |                                       |     |                                   |
|                 |                                       |     |                                   |
| 09-04           | Universitatea Craiova - Arcada Galați | 2-3 | 26-24, 18-25, 25-18, 22-25, 17-19 |
| 08-04           | Dinamo Bucarest - Steaua Bucarest     | 3-0 | 25-19, 25-22, 26-24               |

| Quinta giornata |                                         |     |                                   |
|                 |                                         |     |                                   |
| 15-04           | Dinamo Bucarest - Universitatea Craiova | 3-0 | 25-19, 25-19, 25-10               |
| 16-04           | Steaua Bucarest - Arcada Galați         | 3-2 | 25-16, 23-25, 32-30, 22-25, 15-10 |

| Sesta giornata |                                         |     |                            |
|                |                                         |     |                            |
| 22-04          | Universitatea Craiova - Steaua Bucarest | 3-1 | 25-21, 27-29, 25-18, 25-21 |
| 22-04          | Arcada Galați - Dinamo Bucarest         | 3-1 | 25-18, 18-25, 25-18, 25-17 |

#### Classifica
| Pos. | Squadra               | Pt | G  | V  | P | SV | SP | Ratio | PF    | PS    | Ratio |
| ---- | --------------------- | -- | -- | -- | - | -- | -- | ----- | ----- | ----- | ----- |
| 1.   | Arcada Galați         | 75 | 28 | 25 | 3 | 81 | 21 | 3,857 | 2 436 | 1 959 | 1,243 |
| 2.   | Dinamo Bucarest       | 65 | 28 | 22 | 6 | 72 | 28 | 2,571 | 2 311 | 2 007 | 1,151 |
| 3.   | Universitatea Craiova | 61 | 28 | 20 | 8 | 70 | 36 | 1,944 | 2 449 | 2 227 | 1,100 |
| 4.   | Steaua Bucarest       | 58 | 28 | 20 | 8 | 69 | 35 | 1,971 | 2 408 | 2 122 | 1,135 |

      Campione di Romania.

### Girone 5º posto

#### Risultati
| Prima giornata |                                     |     |                     |
|                |                                     |     |                     |
| 19-03          | Olimpia Bucarest - Știința Bucarest | 3-0 | 25-18, 25-13, 29-27 |
| 19-03          | SCM Zalău - Baia Mare               | 3-0 | 25-21, 25-19, 25-18 |

| Seconda giornata |                              |     |                     |
|                  |                              |     |                     |
| 23-03            | Știința Bucarest - Baia Mare | 0-3 | 22-25, 22-25, 20-25 |
| 23-03            | Olimpia Bucarest - SCM Zalău | 3-0 | 25-17, 25-18, 27-25 |

| Terza giornata |                              |     |                                   |
|                |                              |     |                                   |
| 26-03          | SCM Zalău - Știința Bucarest | 3-0 | 25-18, 25-14, 25-11               |
| 25-03          | Olimpia Bucarest - Baia Mare | 2-3 | 25-15, 23-25, 21-25, 25-23, 12-15 |

| Quarta giornata |                                     |     |                            |
|                 |                                     |     |                            |
| 30-03           | Știința Bucarest - Olimpia Bucarest | 0-3 | 19-25, 21-25, 18-25        |
| 30-03           | Baia Mare - SCM Zalău               | 1-3 | 22-25, 23-25, 25-20, 24-26 |

| Quinta giornata |                              |     |                     |
|                 |                              |     |                     |
| 16-04           | Baia Mare - Știința Bucarest | 3-0 | 25-18, 25-17, 25-13 |
| 16-04           | SCM Zalău - Olimpia Bucarest | 0-3 | 17-25, 24-26, 22-25 |

| Sesta giornata |                              |     |                                   |
|                |                              |     |                                   |
| 20-04          | Știința Bucarest - SCM Zalău | 2-3 | 26-24, 18-25, 27-25, 18-25, 12-15 |
| 18-04          | Baia Mare - Olimpia Bucarest | 3-2 | 25-21, 25-21, 19-25, 25-27, 15-10 |

#### Classifica
| Pos. | Squadra          | Pt | G  | V  | P  | SV | SP | Ratio | PF    | PS    | Ratio |
| ---- | ---------------- | -- | -- | -- | -- | -- | -- | ----- | ----- | ----- | ----- |
| 5.   | Olimpia Bucarest | 53 | 28 | 17 | 11 | 60 | 38 | 1,579 | 2 249 | 2 094 | 1,074 |
| 6.   | SCM Zalău        | 45 | 28 | 16 | 12 | 53 | 45 | 1,178 | 2 200 | 2 121 | 1,037 |
| 7.   | Baia Mare        | 40 | 28 | 13 | 15 | 52 | 56 | 0,929 | 2 399 | 2 387 | 1,005 |
| 8.   | Știința Bucarest | 25 | 28 | 8  | 20 | 33 | 68 | 0,485 | 2 084 | 2 329 | 0,895 |

### Girone 9º posto

#### Risultati
| Prima giornata |                                      |     |                            |
|                |                                      |     |                            |
| 19-03          | Unirea Dej - Universitatea Timișoara | 3-1 | 25-15, 25-22, 29-31, 25-13 |
| 19-03          | Rapid Bucarest - Universitatea Cluj  | 3-1 | 25-20, 23-25, 25-21, 25-21 |

| Seconda giornata |                                              |     |                     |
|                  |                                              |     |                     |
| 23-03            | Universitatea Timișoara - Universitatea Cluj | 0-3 | 21-25, 16-25, 21-25 |
| 23-03            | Unirea Dej - Rapid Bucarest                  | 3-0 | 25-23, 25-22, 25-23 |

| Terza giornata |                                          |     |                            |
|                |                                          |     |                            |
| 26-03          | Rapid Bucarest - Universitatea Timișoara | 3-0 | 25-13, 25-14, 25-17        |
| 26-03          | Unirea Dej - Universitatea Cluj          | 1-3 | 25-20, 22-25, 23-25, 22-25 |

| Quarta giornata |                                      |     |                            |
|                 |                                      |     |                            |
| 30-03           | Universitatea Timișoara - Unirea Dej | 0-3 | 17-25, 21-25, 21-25        |
| 30-03           | Universitatea Cluj - Rapid Bucarest  | 1-3 | 25-22, 12-25, 23-25, 13-25 |

| Quinta giornata |                                              |     |                     |
|                 |                                              |     |                     |
| 16-04           | Universitatea Cluj - Universitatea Timișoara | 3-0 | 25-21, 25-19, 25-19 |
| 16-04           | Rapid Bucarest - Unirea Dej                  | 3-0 | 25-17, 25-18, 25-19 |

| Sesta giornata |                                          |     |                                   |
|                |                                          |     |                                   |
| 20-04          | Universitatea Timișoara - Rapid Bucarest | 2-3 | 20-25, 25-19, 25-21, 26-28, 12-15 |
| 20-04          | Universitatea Cluj - Unirea Dej          | 2-3 | 26-28, 19-25, 25-23, 29-27, 14-16 |

#### Classifica
| Pos. | Squadra                 | Pt | G  | V  | P  | SV | SP | Ratio | PF    | PS    | Ratio |
| ---- | ----------------------- | -- | -- | -- | -- | -- | -- | ----- | ----- | ----- | ----- |
| 9.   | Unirea Dej              | 32 | 28 | 11 | 17 | 41 | 60 | 0,683 | 2 117 | 2 286 | 0,926 |
| 10.  | Rapid Bucarest          | 29 | 28 | 10 | 18 | 36 | 61 | 0,590 | 2 012 | 2 165 | 0,929 |
| 11.  | Universitatea Cluj      | 18 | 28 | 6  | 22 | 28 | 72 | 0,389 | 1 961 | 2 374 | 0,826 |
| 12.  | Universitatea Timișoara | 3  | 28 | 0  | 28 | 9  | 84 | 0,107 | 1 709 | 2 264 | 0,755 |

      Retrocessa in Divizia A2.

## Classifica finale
| Pos | Squadra                 | Qualificazione           |
| --- | ----------------------- | ------------------------ |
|     | Arcada Galați           | Champions League 2022-23 |
| 2   | Dinamo Bucarest         | Coppa CEV 2022-23        |
| 3   | Universitatea Craiova   | Coppa CEV 2022-23        |
| 4   | Steaua Bucarest         | Challenge Cup 2022-23    |
| 5   | Olimpia Bucarest        |                          |
| 6   | SCM Zalău               |                          |
| 7   | Baia Mare               |                          |
| 8   | Știința Bucarest        |                          |
| 9   | Unirea Dej              |                          |
| 10  | Rapid Bucarest          |                          |
| 11  | Universitatea Cluj      | Divizia A2 2022-23       |
| 12  | Universitatea Timișoara | Divizia A2 2022-23       |